# Thapszok állomás
Thapszok (Tapseok) állomás a szöuli metróhoz kapcsolódó idzsongbu (iijeongbu)i U vonal állomása.

## Viszonylatok
| U vonal                                  | U vonal | U vonal    |
| ---------------------------------------- | ------- | ---------- |
| Szongszan (Songsan) Palgok (Balgok) felé | U vonal | végállomás |